# گو-ای
گو-ای (به انگلیسی: Go_A) گروه موسیقی اوکراینی است.
آن ها نماینده اوکراین در یوروویژن ۲۰۲۱ بودند و به مقام پنجم دست یافتند.